# EasyMP3Gain
easyMP3Gain — компьютерная программа для нормализации громкости mp3, ogg и aac файлов. Является графическим интерфейсом к программам: MP3Gain, VorbisGain и AACGain.

## Описание
Для отображения графического интерфейса программа использует библиотеки GTK+2 или Qt4.